# Makuhari Techno Garden
Le Makuhari Techno Garden (幕張テクノガーデン) est un ensemble de deux gratte-ciel de bureaux construit à Chiba dans la banlieue de Tokyo en 1990. Leurs hauteurs est de 106 mètres. Ils sont situés dans le quartier d'affaires de Makuhari qui comprend d'autres gratte-ciels.
L'ensemble correspond à deux tours jumelles :
- Makuhari Techno Garden Building B ;
- Makuhari Techno Garden Building D.

L'ensemble a été conçu par les sociétés Nippon Steel Corporation et Shimizu Construction Company.